# Перепечина, Ольга Валентиновна
Ольга Валентиновна Перепечина (род. 23 августа 1967, Новоникольское, Северо-Казахстанская область) — казахстанский общественный и политический деятель. Депутат Сената Парламента Республики Казахстан (с 2014 года), Заместитель Председателя Сената Парламента Республики Казахстан (с января 2022 года).

## Биография
Родилась 23 августа 1967 года в селе Новоникольском Бишкульского района Северо-Казахстанской области Казахской ССР, ныне село — административный центр Новоникольского сельского округа Кызылжарского района Северо-Казахстанской области. Русская.
В 1989 году окончила Курганский сельскохозяйственный институт по специальности экономика и организация сельскохозяйственного производства.
С 1989 по 1992 годы — Экономист совхоза «Новокаменский», с. Новокаменка Бишкульского района Северо-Казахстанской области.
С 1992 по 1996 годы — Главный экономист агрофирмы.
С 1996 по 2002 годы — Начальник Кызылжарского райфинуправления.
С 2002 по 2011 годы — Начальник управления финансов Северо-Казахстанской области.
С 2011 по 2014 годы — Заместитель начальника, начальник департамента статистики Северо-Казахстанской области.
С 17 октября 2014 года по настоящее время — депутат Сената Парламента Республики Казахстан VI созыва от Северо-Казахстанской области. Председатель Комитета по финансам и бюджету (с сентября 2017), член Комитета по финансам и бюджету (с 17 октября 2014), член Комиссии по контролю за использованием электронной системы и работой обслуживающего её персонала (с 23 октября 2014), Заместитель Председателя Сената Парламента Республики Казахстан (с 27 января 2022).
Член партии «Нур Отан».

## Награды и звания
- Орден Курмет (14 декабря 2016 года)[3][4]
- Медаль «10 лет независимости Республики Казахстан» (2001)
- Медаль «10 лет Конституции Республики Казахстан» (2005)
- Медаль «20 лет независимости Республики Казахстан» (2011)
- Медаль «20 лет Ассамблеи народа Казахстана»
- Медаль «25 лет независимости Республики Казахстан» (2016)[5]
- Медаль «20 лет Астане»
- Почётная грамота Президента Республики Казахстан
- Нагрудный знак «Қазақстан Республикасының Статистика үздігі» (Отличник статистики Республики Казахстан)
- Нагрудный знак «Қазақстан Республикасының Қаржы қызметінің үздігі» (Отличник финансовой службы Республики Казахстан)
- Почётная грамота департамента финансов Северо-Казахстанской области (2003)
- Орден «Содружество» (18 апреля 2019 года, Межпарламентская ассамблея СНГ) — за активное участие в деятельности Межпарламентской Ассамблеи и её органов, вклад в укрепление дружбы между народами государств — участников Содружества Независимых Государств[6]
- Медаль «За укрепление парламентского сотрудничества» (13 октября 2017 года, Межпарламентская ассамблея СНГ) — за особый вклад в развитие парламентаризма, укрепление демократии, обеспечение прав и свобод граждан в государствах — участниках Содружества Независимых Государств[7][8]
- Медаль «МПА СНГ. 25 лет» (27 марта 2017 года, Межпарламентская ассамблея СНГ) — за заслуги в деле развития и укрепления парламентаризма, за вклад в развитие и совершенствование правовых основ функционирования Содружества Независимых Государств, укрепление международных связей и межпарламентского сотрудничества[9]
- Почётная грамота Межпарламентской Ассамблеи государств — участников СНГ (26 ноября 2015 года) — за активное участие в деятельности Межпарламентской Ассамблеи и её органов, вклад в укрепление дружбы между народами государств — участников Содружества Независимых Государств[10][11]
- другие награды

## Семья
Ольга Перепечина замужем. Супруг: Перепечин Юрий Леонидович (род. 1965).
Дочери: Перепечина Ирина Юрьевна (род. 1990), Перепечина Анастасия Юрьевна (род. 2000).